# ماريو لانزا
ماريو لانزا (Mario Lanza) (31 يناير 1921 – 7 أكتوبر 1959) كان مغنيًا وممثلاً وتينور (tenor) (مغنياً اوبرالياً)، ونجم سينمائي أمريكي بهوليوود حتى أواخر الأربعينيات والخمسينيات. ابن لمهاجرين طليان، بدأ الدراسة ليصبح مغنيًا محترفًا بعمر 16. وولد باسم ألرفيد أرنولد كوكوزا (Alfred Arnold Cocozza). وقد غير اسمه عندما ظهر في حفل بيركشاير الموسيقي ببلدة تانجلوود بولاية ماساتشوستس، حيث كان اسم والدته قبل الزواج ماريا لانزا (Maria Lanza).
وبعد ظهوره في هوليوود عام 1947، وَقَّعَ لانزا عقدًا مدته سبع سنوات مع رئيس مترو غولدين ماير، لويس ماير (Louis B. Mayer)، الذي شاهد أداءه وأعجب بغناءه. ولم يكن لانزا -البالغ حينها - قد غنى قبل ذلك سوى في عرضين للأوبرا. ثم في السنة التالية (1948)، غنّى لانزا اثناء لعبه دور بينكرتون (Pinkerton) في العرض الأوبرالي مدام بترفلاي وهو من إخراج بوتشيني، وعُرض حينها في نيو أورلينز.(New Orleans) [بحاجة لمصدر]
و كان الظهور السينمائي الأول لماريو في فيلم ذات ميد نايت كيس (1949) مع كاثرين جرايسون (Kathryn Grayson) وإثيل باريمور (Ethel Barrymore). وفي السنة التالية، لعب دور البطولة في الفيلم الغنائي ذا توست أوف نيو أورلينز، وأصبحت أغنيتة البارزة «بي ماي لوف» والتي غناها في هذا الفيلم أول أغانيه التي تحقق رواجاً حيث باعت مليون نسخة. وفي عام 1951، مثل لانزا السيرة الذاتية ل إنريكو كاروسو (Enrico Caruso) (1873–1921) وهو أوبرالياً أيضاً اعتبره لانزا مثله الأعلى، وذلك في فيلم ذا جريت كاروسو (Enrico Caruso)، والذي أحتوى أغنية أخرى حققت مبيعات مليونيه، وهي أغنية «ذا لوفليست نايت أوف ذا يير» (الأغنية التي كانت نغمة سوبر لاس أولاس).وحصد فيلم ذا جريت كاروسو أعلى الإيرادات في ذلك العام.
الا ان أغنية لأنك ملكي (Because You're Mine) التي غناها في الفيلم التالي، كانت آخر أغانيه التي تحقق مبيعات مليونية. ولكنها استمرت لتحصل على ترشيح جائزة الأوسكار كأفضل أغنية. وبعد تسجيل أغاني فيلمه التالي، ذا ستيودنت برينس، شرع في معركة طويلة مع رئيس الأستوديو دوري سكاري (Dore Schary)، بسبب خلافات فنية مع المخرج كورتيس برنهارد (Curtis Bernhardt)، والتي أٌقصي على اثرها من شركة مترو غولدوين ماير.
عُرف عن لانزا أنه «ثائر، صارم، وطموح»، وخلال معظم حياته المهنية كممثل، عانى من إدمان الإفراط في تناول الطعام والكحوليات، الأمر الذي أثر جديًا على صحته وعلاقاته مع المخرجين والمنتجين وأحيانًا أعضاء فريق الممثلين الآخرين. قالت عنه الكاتبة الصحفية هيدا هوبر (Hedda Hopper) «إن ابتسامته، التي كانت كبيرة كصوته، تماثلت مع عادات نمر صغير، من المستحيل أن تستأنسه». وأضافت أنه كان «أخر الممثلين الرومانسيين العظماء». قام لانزا بتمثيل ثلاثة أفلام أخرى قبل أن يتوفى اثر اصابته بانسداد رئوي أودى بحياته عن عمر يناهز 38 عاماً. وكان وقت وفاته في عام 1959 لا يزال «أشهر تينور في العالم». ولخصت المؤلفة إلينورا كيميل (Eleonora Kimmel) حياة للانزا قائلة انه «شق طريقه مشعًا كشهاب، يدوم ضياؤه لفترة وجيزة من الزمن».

## كتابات أخرى
- Callinicos, Constantine. The Mario Lanza Story (New York, NY, 1960). (Library of Congress Catalog Card Number 60-12480)
- Lanza, Damon & Dolfi, Bob. Be My Love: A Celebration of Mario Lanza (Chicago, IL, 1999) (ISBN 1-56625-129-X)
- Bessette, Roland L. Mario Lanza: Tenor In Exile (Portland, OR) (ISBN 1-57467-044-1)

## وصلات خارجية
- The Lanza Legend
- ماريو لانزا على موقع IMDb (الإنجليزية)
- ماريو لانزا على موقع روتن توميتوز (الإنجليزية)
- ماريو لانزا على موقع مونزينجر (الألمانية)
- ماريو لانزا على موقع ألو سيني (الفرنسية)
- ماريو لانزا على موقع ميوزك برينز (الإنجليزية)
- ماريو لانزا على موقع أول موفي (الإنجليزية)
- ماريو لانزا على موقع قاعدة بيانات برودواي على الإنترنت (الإنجليزية)
- ماريو لانزا على موقع قاعدة بيانات برودواي على الإنترنت (الإنجليزية)
- ماريو لانزا على موقع قاعدة بيانات الأفلام السويدية (السويدية)
- ماريو لانزا على موقع إن إن دي بي (الإنجليزية)
- Mario Lanza, Tenor – Essays, videos, rare recordings, discography and forum.
- History of the Tenor – Sound Clips and Narration